# Бересфорд-Стук, Джордж
Джордж Бересфорд-Стук (англ. George Beresford-Stooke; 3 января 1897, Прайорс-Марстон, Уорикшир — 7 апреля 1983) — главный секретарь Северной Родезии, а затем занимал должность губернатора Сьерра-Леоне с сентября 1947 года по декабрь 1952 года.

## Биография
Родился 3 января 1897 года в Прайорс-Марстон, Уорикшир. 15 января 1914 года поступил в Королевский военно-морской флот Великобритании в звании лейтенанта. После окончания Первой мировой войны присоединился к Зарубежной гражданской службе её величества, работая в Сараваке, Кении, Маврикии, Занзибаре, главным секретарём Северной Родезии, а затем Нигерии. Был женат на Крине Ричардс. Будучи губернатором Сьерра-Леоне, также был главным скаутом этой страны.
В 1951 году Джордж Бересфорд-Стук пересмотрел конституцию Сьерра-Леоне
. В 1954 году стал рыцарем ордена Святого Иоанна Иерусалимского. Портрет Джорджа Бересфорд-Стука находится в Национальной портретной галерее. Проживал в Восточном Молси, Суррей и стал Вторым коронным агентом колоний. 
В 1954 году, после шести месяцев работы помощником, Джордж, много лет занимавшийся скаутством, был назначен заморским комиссаром Ассоциации бойскаутов. В 1959 году был частью команды по расследованию деятельности лагерей в Кении. Работал казначеем в Международном африканском институте в 1955–1965 годах, а затем заместителем председателя в 1957–1974 годах.